# علم مالطا
أعتمد علم مالطا الحالي في 21 أيلول - سبتمبر من سنة 1964 بعد الاستقلال عن المملكة المتحدة، والعلم المالطي مقسم إلى شريطين بصورة عمودية باللونين الأبيض والأحمر وتوجد في أعلى الزاوية العليا اليسرى من الشريط العمودي الأبيض للعلم يوجد صليب جورج البريطاني.

## تاريخ العلم
يذكر التقليد أن اللونين الأحمر والأبيض أعطيت من قبل روجر الأول كونت صقلية عام 1090 إلى مالطا، وهبط الأسطول في الجزيرة على الانتهاء من غزو النورمان لجنوب إيطاليا ويشار إلى أن المسيحيين المحليين عرضوا للقتال إلى جانب روجر ضد المدافعين العرب من أجل التعرف على السكان المحليين قتالاً إلى جانبه من المدافعين وتفيد التقارير أن روجر مزق جزءاً من علمه المتقلب بين اللونين الأحمر والأبيض، ومع ذلك فقد تم كشف زيف هذه القصة كأسطورة القرن التاسع عشر الميلادي وربما حتى في وقت سابق بسبب العاصمة القديمة للأرخبيل، ربطاً للألوان مع روجر في أواخر العصور الوسطى.
يتألف علم فرسان مالطا من صليب القديس جورج باللون الأبيض على خلفية حمراء، وكان مصدراً للأكثر عرضة من الألوان المالطية ملهماً الدرع الأبيض-الأحمر المستعمل خلال فترة الاستعمار البريطاني.

## أعلام تاريخية

علم الخلافة العباسية المستعمل في مالطا مابين عامي 870–909.
علم الخلافة الفاطمية المستعمل في مالطا مابين عامي 909–1091.
العلم المدني لمالطا مابين عامي 1091–1943.
علم فرسان القديس يوحنا مابين عامي 1530–1798.
علم فرنسا المستعمل في مالطا مابين عامي 1798–1800.
علم مملكة الصقليتين المستعمل في مالطا مابين عامي 1798–1813.
علم بريطانيا العظمى المستعمل في مالطا مابين عامي 1798–1801.
علم بريطانيا العظمى وأيرلندا المستعمل في مالطا عام 1801 ومابعده.
علم مستعمرة مالطا المعتمد في القرن التاسع عشر الميلادي.
علم مستعمرة مالطا مابين عامي 1875–1898.
علم مستعمرة مالطا مابين عامي 1898–1923.
علم مستعمرة مالطا مابين عامي 1923–1943.
علم مستعمرة مالطا مابين عامي 1943–1964.
العلم المدني لمالطا مابين عامي 1943–1964.
علم مالطا المستعمل من قبل إليزابيث الثانية مابين عامي 1967–1974.
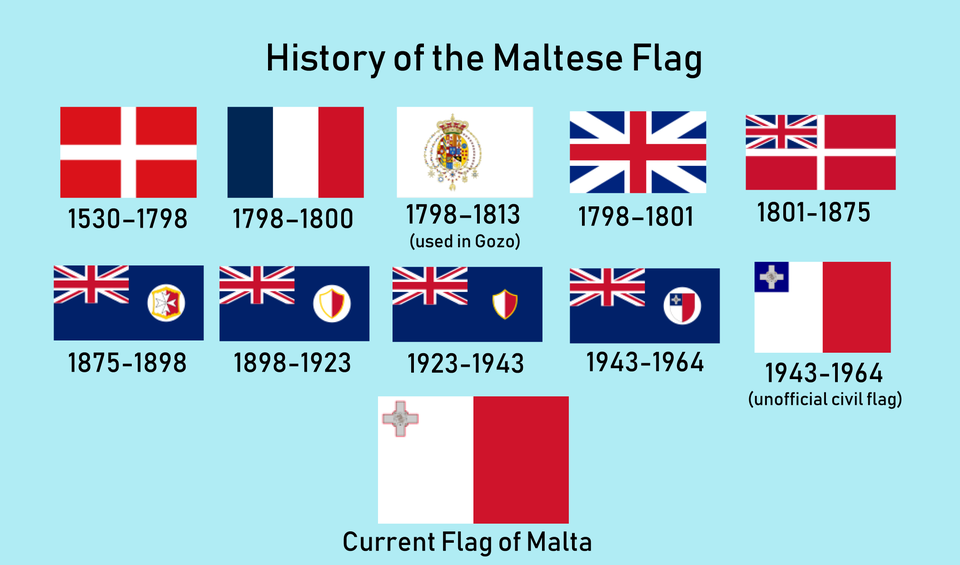
تاريخ العلم المالطي.